# Liste der geschützten Ensembles in Terlan

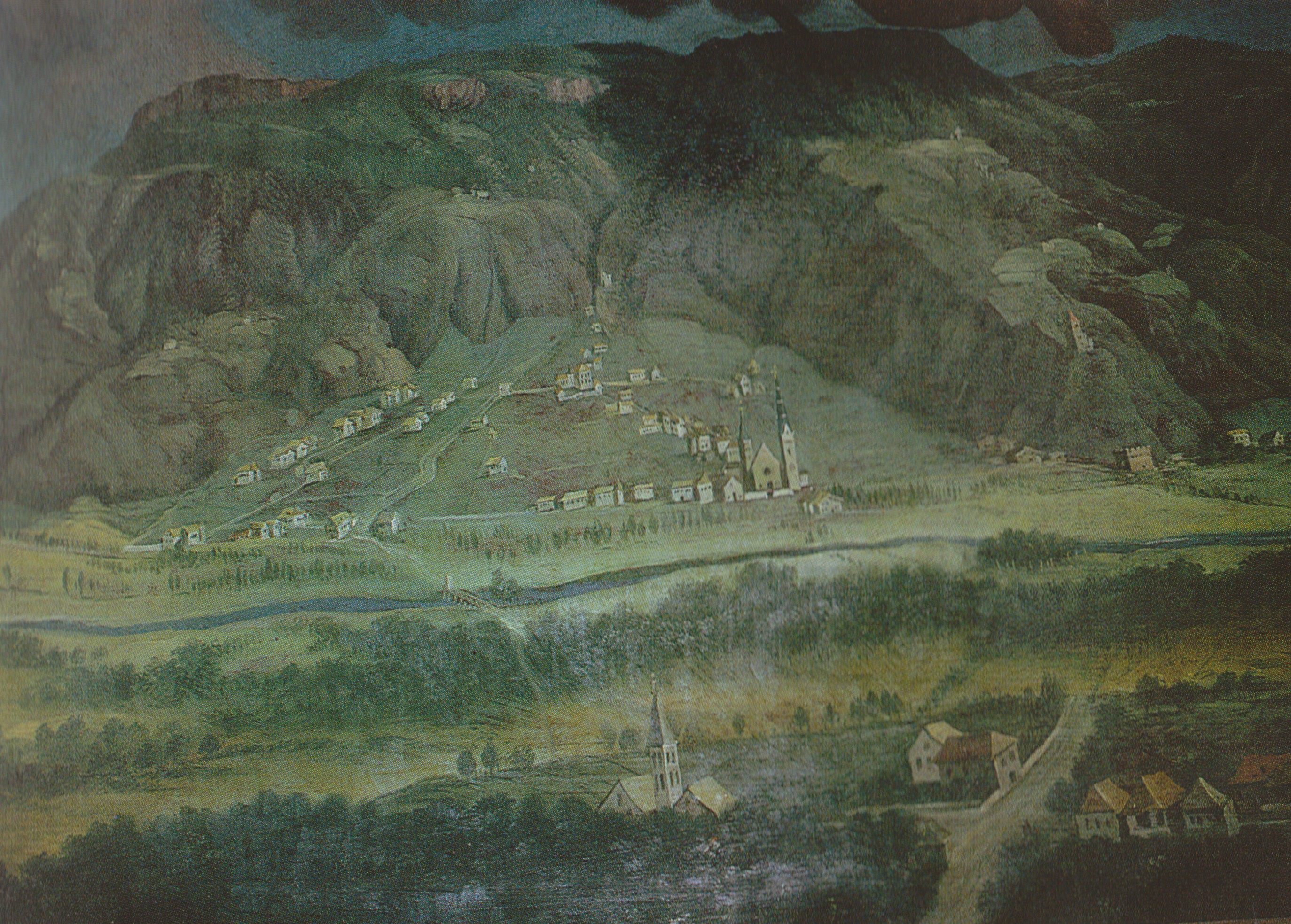
Terlan in einer Darstellung von 1771

Die Liste der geschützten Ensembles in Terlan zeigt die 14 in der Gemeinde Terlan, Südtirol, geschützten Ensembles mit deren Einzelobjekten. Die Unterschutzstellung erfolgte 2006.

## Liste
| Bild           | Ensemble                  | Name                                      | Lage                                        | Sonstiges                                                                                            |
| -------------- | ------------------------- | ----------------------------------------- | ------------------------------------------- | --- |
|                | 1 Terlan Zentrum          |                                           |                                             | |
|                |                           |                                           | Hauptstraße 1b                              | |
|                |                           |                                           | Hauptstraße 3                               | |
|                |                           |                                           | Hauptstraße 5                               | |
|                |                           |                                           | Hauptstraße 7                               | |
|                |                           |                                           | Jakobistraße 3                              | |
|                |                           |                                           | Jakobistraße 5                              | |
|                |                           |                                           | Jakobistraße 7                              | |
|                |                           | Bahnhof                                   | (46.528476,11.24868)                        | Eintrag im Monumentbrowser auf der Website des Südtiroler Landesdenkmalamts                          |
|                | 2 Kirchviertel            |                                           |                                             | |
| weitere Bilder |                           | Pfarrkirche Maria Himmelfahrt mit Kapelle | (46.529616,11.248718)                       | Eintrag im Monumentbrowser auf der Website des Südtiroler Landesdenkmalamts                          |
|                |                           |                                           | Dr.-Weiser-Platz 8                          | |
|                |                           |                                           | Dr.-Weiser-Platz 9                          | |
|                |                           | Comtur, Hummelhaus                        | Hauptstraße 16                              | Tarneller 2612                                                                                       |
|                |                           | Bäckenhaus                                | Hauptstraße 18                              | Tarneller 2613                                                                                       |
|                |                           |                                           | Hauptstraße 20–22                           | |
|                |                           | Buschenhans                               | Hauptstraße 24                              | Neubau 1994, Standort vom Oberhauser, Tarneller 2611                                                 |
|                |                           | Grabenbauer                               | Karl-Atz-Platz 1                            | Tarneller 2628                                                                                       |
|                |                           |                                           | Karl-Atz-Platz 2                            | |
|                |                           |                                           | Karl-Atz-Platz 3                            | |
|                |                           |                                           | Karl-Atz-Platz 4                            | |
|                |                           |                                           | Karl-Atz-Platz 5                            | |
| weitere Bilder |                           | Pfarrwidum                                | Kirchgasse 1 (46.530248,11.249413)          | Eintrag im Monumentbrowser auf der Website des Südtiroler Landesdenkmalamts Tarneller 2626           |
|                |                           | Mesnerhaus                                | Kirchgasse 2                                | Tarneller 2627                                                                                       |
|                |                           |                                           | Kirchgasse 3                                | |
|                |                           |                                           | Kirchgasse 4                                | |
|                |                           | Hölzlhof                                  | Kirchgasse 5                                | Tarneller 2625                                                                                       |
|                |                           | Bederlunger-Haus                          | Kirchgasse 6                                | |
|                |                           |                                           | Kirchgasse 7                                | |
|                |                           |                                           | Kirchgasse 8                                | |
|                |                           |                                           | Kirchgasse 12                               | |
|                |                           | Schwarzhof                                | Kirchgasse 13 (46.530868,11.249431)         | Tarneller 2624                                                                                       |
|                |                           | Wieterer                                  | Kirchgasse 15                               | Tarneller 2623                                                                                       |
|                |                           |                                           | Kirchgasse 16                               | |
| weitere Bilder |                           | Benefiziatenhaus                          | Kirchgasse 22 (46.53055,11.249683)          | Eintrag im Monumentbrowser auf der Website des Südtiroler Landesdenkmalamts Tarneller 2632           |
|                | 3 Hauptstraße             |                                           |                                             | |
|                |                           | Kienberger, ehem. Gasthof zur Post        | Hauptstraße 23                              | Tarneller 2617                                                                                       |
|                |                           | Sirchhof                                  | Hauptstraße 27                              | Tarneller 2618                                                                                       |
|                |                           | Schustermartl                             | Hauptstraße 38                              | |
|                |                           | Zufideller                                | Hauptstraße 52                              | Tarneller 2619                                                                                       |
|                |                           | Wirtschaftsgebäude Zufideller             | Hauptstraße 54                              | |
|                |                           | Nebengebäude Zufideller                   | Hauptstraße 56                              | |
|                | 4 Tscholl                 |                                           |                                             | |
|                |                           | Wirtschaftsgebäude vom Tschollhof         | Silberleitenweg 13                          | |
|                |                           | Solerhof                                  | Kirchgasse 25                               | Tarneller 2638                                                                                       |
|                |                           | Tschollkeller                             | Kirchgasse 34                               | |
|                |                           | Tschollhof, Gfader                        | Kirchgasse 36                               | Tarneller 2636                                                                                       |
|                |                           | Pinterhaus                                | Kirchgasse 38                               | Tarneller 2637                                                                                       |
|                | 5 Winkel                  |                                           |                                             | |
|                |                           | Petersbachpromenade                       |                                             | |
|                |                           | Zorngut                                   | Silberleitenweg 40                          | Tarneller 2639                                                                                       |
|                |                           | Kohlerhof                                 | Kirchgasse 29                               | Tarneller 2640                                                                                       |
|                |                           | Liebeneich mit Kapelle                    | Kirchgasse 31–33                            | Eintrag im Monumentbrowser auf der Website des Südtiroler Landesdenkmalamts Tarneller 2645           |
|                |                           | Kaiserhöfl                                | Kirchgasse 35                               | Tarneller 2646                                                                                       |
|                |                           |                                           | Kirchgasse 37                               | |
|                |                           |                                           | Kirchgasse 39                               | |
|                |                           | Reichhalter                               | Kirchgasse 41                               | Tarneller 2647                                                                                       |
|                |                           |                                           | Kirchgasse 41a                              | |
|                |                           | Aichhornhof                               | Kirchgasse 43                               | |
|                |                           | Linsl                                     | Kirchgasse 47                               | Tarneller 2650                                                                                       |
|                |                           | Lager beim Linsl                          |                                             | |
|                |                           | Rebhof                                    | Kirchgasse 64                               | |
|                |                           | Lehenegg                                  | Kirchgasse 68                               | |
|                |                           | Gealhäusl                                 | Kirchgasse 70                               | Tarneller 2648                                                                                       |
|                |                           | Elsler                                    | Kirchgasse 72                               | |
|                |                           |                                           | Kirchgasse 74                               | |
|                |                           | Klaus an der Mühl                         | Kirchgasse 74a                              | Tarneller 2652                                                                                       |
|                |                           |                                           | Kirchgasse 76                               | |
|                |                           |                                           | St. Peter                                   | |
|                |                           | Köstenholz                                | Margarethenweg 1                            | Eintrag im Monumentbrowser auf der Website des Südtiroler Landesdenkmalamts Tarneller 2642           |
|                |                           | Bonifaziuskapelle                         | Margarethenweg 2                            | |
|                |                           | Ehem. Seidenraupenzucht                   | Margarethenweg 4                            | |
|                |                           | Meitinger                                 | Margarethenweg 6                            | Eintrag im Monumentbrowser auf der Website des Südtiroler Landesdenkmalamts Tarneller 2643           |
|                |                           | Hochbrunner                               | Margarethenweg 8                            | |
|                |                           | Wirtschaftsgebäude Hochbrunner            | Margarethenweg 10                           | |
|                | 6 Lengg                   |                                           |                                             | |
|                |                           | Lengg                                     | Unterkreuth 19                              | Tarneller 2678                                                                                       |
|                |                           | Bachrünstler                              | Unterkreuth 21                              | |
|                |                           | Bachhäusl                                 | Unterkreuth 23                              | |
|                |                           | Schutzmauer zum Petersbach                | bei Unterkreuth 23                          | |
|                | 7 Unterkreuth             |                                           |                                             | |
| weitere Bilder |                           | Gratlkirche                               |                                             | Eintrag im Monumentbrowser auf der Website des Südtiroler Landesdenkmalamts                          |
|                |                           | Mooshäusl                                 | Hauptstraße 37                              | |
|                |                           | Winklerhof                                | Hauptstraße 90                              | |
| weitere Bilder |                           | Gasthof Engl                              | Hauptstraße 92, 94, 96 (46.537136,11.2415)  | Eintrag im Monumentbrowser auf der Website des Südtiroler Landesdenkmalamts Gratlwirt Tarneller 2684 |
|                |                           |                                           | Perglweg 1                                  | |
|                |                           |                                           | Perglweg 3                                  | |
|                |                           |                                           | Perglweg 5                                  | |
|                |                           |                                           | Unterkreuth 2                               | |
|                |                           | Platztlerhof                              | Unterkreuth 4                               | |
|                |                           | Fischerhäusl                              | Unterkreuth 6                               | Tarneller 2683                                                                                       |
|                | 8 Oberkreuth              |                                           |                                             | |
|                |                           | Reitengeirhof                             | Perglweg 8                                  | |
|                |                           |                                           | Perglweg 10                                 | |
|                |                           | Rosengartner                              | Perglweg 11                                 | Tarneller 2663                                                                                       |
|                |                           | Larchhof                                  | Perglweg 13                                 | Tarneller 2662                                                                                       |
|                |                           | Leitenbauerhof                            | Perglweg 15                                 | Tarneller 2661                                                                                       |
|                |                           | Kreuzweger                                | Oberkreuther Weg 5                          | Eintrag im Monumentbrowser auf der Website des Südtiroler Landesdenkmalamts Tarneller 2672           |
|                |                           |                                           | Oberkreuther Weg 5 a                        | |
|                |                           | Gschnofer mit Kapelle                     | Oberkreuther Weg 6                          | Eintrag im Monumentbrowser auf der Website des Südtiroler Landesdenkmalamts Tarneller 2665           |
|                |                           |                                           | Oberkreuther Weg 6 a                        | |
|                |                           |                                           | Oberkreuther Weg 6                          | |
|                |                           | Durcher                                   | Oberkreuther Weg 7, 9, 9a                   | Eintrag im Monumentbrowser auf der Website des Südtiroler Landesdenkmalamts Tarneller 2671           |
|                |                           | Kreutnerbinder                            | Oberkreuther Weg 8                          | |
|                |                           |                                           | Oberkreuther Weg 10                         | |
|                |                           | Karcherhof                                | Oberkreuther Weg 12                         | Tarneller 2667                                                                                       |
|                |                           |                                           | Oberkreuther Weg 13                         | |
|                |                           |                                           | Oberkreuther Weg 14                         | |
|                |                           | Turm zu Kreut                             | Oberkreuther Weg 15 (46.539816,11.246449)   | Eintrag im Monumentbrowser auf der Website des Südtiroler Landesdenkmalamts Tarneller 2669           |
|                |                           |                                           | Oberkreuther Weg 16                         | |
|                |                           | Lindeplatt                                | Oberkreuther Weg 17                         | Eintrag im Monumentbrowser auf der Website des Südtiroler Landesdenkmalamts Tarneller 2668           |
|                |                           |                                           | Oberkreuther Weg 18                         | |
|                |                           | Wirtschaftsgebäude Thanhammer             | Oberkreuther Weg 20                         | |
|                |                           | Thanhammer                                | Oberkreuther Weg 22                         | Tarneller 2666                                                                                       |
|                |                           | Hallerhof                                 | Bergwerkweg 15                              | |
|                |                           | Haller in Kreut                           | Bergwerkweg 24                              | Eintrag im Monumentbrowser auf der Website des Südtiroler Landesdenkmalamts Tarneller 2670           |
|                | 9 Neuhaus                 |                                           |                                             | |
| weitere Bilder |                           | Burgruine Neuhaus                         | (46.525195,11.254587)                       | Eintrag im Monumentbrowser auf der Website des Südtiroler Landesdenkmalamts                          |
|                |                           | Marstallstadel                            | Hauptstraße 8 (46.528411,11.253195)         | Eintrag im Monumentbrowser auf der Website des Südtiroler Landesdenkmalamts                          |
|                |                           | Marstallhof                               | Hauptstraße 6                               | |
|                |                           | Ehem. Marstallkeller                      | Hauptstraße 4                               | |
|                | 10 Klaus                  |                                           |                                             | |
|                |                           | Klause unter Neuhaus                      |                                             | Eintrag im Monumentbrowser auf der Website des Südtiroler Landesdenkmalamts Tarneller 2607           |
|                |                           | Haller in Klaus                           | Klaus 1                                     | Eintrag im Monumentbrowser auf der Website des Südtiroler Landesdenkmalamts Tarneller 2599           |
|                |                           | Schattenthaler                            | Klaus 7                                     | Tarneller 2596                                                                                       |
|                |                           | Tschang                                   | Klaus 8a, 8b, 10                            | Tarneller 2596                                                                                       |
|                |                           |                                           | Klaus 10                                    | |
|                |                           | Söll                                      | Klaus 11                                    | Tarneller 2593                                                                                       |
|                |                           | Tilltap                                   | Klaus 12                                    | Tarneller 2591                                                                                       |
|                |                           | Oberspeiser                               | Klaus 15                                    | Tarneller 2591                                                                                       |
|                |                           | Wirtschaftsgebäude Oberspeiser            |                                             | |
|                |                           | Unterglöggl                               | Klaus 18–20                                 | |
|                |                           | Oberglöggl                                | Klaus 22                                    | |
|                |                           | Ehem. Obstmagazin beim Oberglöggl         | Klaus 24                                    | |
|                |                           |                                           | Klaus 26                                    | |
|                |                           | Unterspeiser                              | Klaus 28                                    | Tarneller 2592                                                                                       |
|                | 11 Margarethenwald        |                                           |                                             | |
| weitere Bilder |                           | St. Margareth in der Klaus                | (46.519666,11.265173)                       | Eintrag im Monumentbrowser auf der Website des Südtiroler Landesdenkmalamts Tarneller 2589           |
|                |                           | Mühlenruine                               |                                             | |
|                |                           | Schutzmauern Margarethenbach              |                                             | |
|                | 12 Siebeneich Dorfzentrum |                                           |                                             | |
|                |                           | Pfarrkirche zum Heiligsten Herzen Jesu    | (46.510523,11.275175)                       | Eintrag im Monumentbrowser auf der Website des Südtiroler Landesdenkmalamts                          |
|                |                           | Friedhof                                  |                                             | |
|                |                           | Mengonhaus                                | Bahnhofstraße 1                             | |
|                |                           | Patauner                                  | Bozner Straße 6                             | Tarneller 2582                                                                                       |
|                |                           |                                           | Bozner Straße 13                            | |
|                |                           |                                           | Pater-Romedius-Weg 1                        | |
|                |                           |                                           | Pater-Romedius-Weg 2                        | |
|                |                           | Larcherhaus                               | Pater-Romedius-Weg 3                        | |
| weitere Bilder |                           | Deutschhaus mit Kapelle                   | Pater-Romedius-Weg 5–7 (46.51183,11.276154) | Tarneller 2579                                                                                       |
|                | 13 Montigl                |                                           |                                             | |
|                |                           | Holzmann                                  | Montigl 1,2                                 | Tarneller 2601                                                                                       |
|                |                           | Lehen                                     | Montigl 3                                   | Tarneller 2600                                                                                       |
|                |                           | Halbwachs                                 | Montigl 4                                   | Tarneller 2602                                                                                       |
|                |                           | Moar                                      | Montigl 5                                   | Tarneller 2603                                                                                       |
|                |                           | Pichler                                   | Montigl 6                                   | Tarneller 2604                                                                                       |
|                |                           | Gruner                                    | Montigl 7                                   | Tarneller 2605                                                                                       |
|                | 14 Vilpian Dorfzentrum    |                                           |                                             | |
|                |                           | Alte Pfarrkirche St. Josef                | (46.559201,11.223685)                       | Eintrag im Monumentbrowser auf der Website des Südtiroler Landesdenkmalamts                          |
|                |                           | Neue Pfarrkirche St. Josef                | (46.559504,11.224106)                       | |
|                |                           |                                           | Dorfstraße 1                                | |
|                |                           |                                           | Dorfstraße 2                                | |
|                |                           |                                           | Dorfstraße 3                                | |
|                |                           |                                           | Dorfstraße 4                                | |
|                |                           |                                           | Brauereistraße 1                            | |